# Слободан Рајковић
Слободан Рајковић (Београд, 3. фебруар 1989) је српски фудбалер који игра на позицији штопера.

## Каријера
Рајковић је из Падинске Скеле, а прошао је млађе категорије ОФК Београда. За први тим ОФК Београда је дебитовао са само 15 година у сезони 2004/05. Као 16-годишњак је 2005. године потписао уговор са енглеским клубом Челсијем вредан 5,2 милиона евра. Према уговору, Рајковић је играо за ОФК Београд до сезоне 2006/07, а затим прелази у Челси.
У јуну 2007. Челси је одлучио да позајми Рајковића ПСВ Ајндховену. Након истека позајмице ПСВ је желео да Рајковић остане још годину дана али у Челсију су одбили ту могућност незадовољни његовом минутажом у Ајндховену.
Рајковић међутим није отишао далеко и остао је у Холандији на једногодишњој позајмици у Твентеу. У јуну 2009. позајмица је продужена за још годину дана. У августу 2010. Рајковић је поново позајмљен овога пута у Витесе заједно са саиграчем из Челсија и младе репрезентације Немањом Матићем.
Након повратка из Витесеа, Рајковић је током лета 2011. прошао комплетне припреме са Челсијем. Одиграо је неколико пријатељских утакмица, а тадашњи тренер Челсија, Андре Виљас-Боаш је желео да га задржи у тиму. Ипак због неиспуњавања услова за добијање радне дозволе, Рајковић није могао да заигра за Челси.
У августу 2011. Рајковић је потписао четворогодишњи уговор са немачким бундеслигашем Хамбургером. У јулу 2012. био је избачен из првог тима након што се на тренингу сукобио са репрезентативцем Кореје Хјон Мин Соном и покушао да га удари након краће вербалне расправе. Корејанац се измакао и ненамерно ударио главом Турчина Толгаја Арслана који се налазио иза њега. Арслан је са разбијеном аркадом пао на земљу без свести. Клуб је пар дана касније реаговао и објавио званично саопштење у коме је стајало да је Рајковић одстрањен из првог тима и да ће морати да пронађе нови клуб, јер за њега нема места у Хамбургу.
Наредних девет месеци био је ван конкуренције за састав и у немилости тренера Торстена Финка и Барта Ван Марвајка. Тек је доласком Мирка Сломке у фебруару 2014. рехабилитован и враћен у тим ХСВ-а. Само што се усталио у стартној постави Хамбурга, покидао је лигаменте левог колена на утакмици против Вердера у Бремену (1:0) и пропустио остатак сезоне. За четири сезоне у дресу ХСВ-а наступио је на само 42 бундеслигашка сусрета и постигао два гола.
Крајем септембра 2015. је потписао уговор са немачким Дармштатом. За овај клуб је у сезони 2015/16. наступио 15 пута у Бундеслиги. Почетком августа 2016. је прешао у италијански Палермо. Током прве сезоне у екипи Палерма, имао је проблема са повредама због чега је мало играо. Палермо је у сезони 2016/17. испао из Серије А, па је Рајковић у наредне две сезоне играо у друголигашком рангу - Серији Б. У сезони 2018/19. Рајковић је био стандардан у екипи Палерма који се борила за повратак у Серији А. Палермо је сезону у Серији Б завршио на трећем месту и обезбедио је пласман у бараж за Серију А, али је због финансијских неправилности избачен у трећи ранг - Серију Ц. Након тога Рајковић напушта клуб.
Први део сезоне 2019/20. је био без ангажмана. Током новембра 2019. је тренирао са Партизаном, али ипак није потписао уговор. У јануару 2020. се вратио у Италију и потписао за друголигаша Перуђу. У августу 2020. је потписао за  Локомотиву из Москве, али је већ у јануару наредне године са њим раскинут уговор.
Почетком септембра 2021. године је потписао уговор са екипом ТСЦ из Бачке Тополе. На свом дебитантском наступу, 25. септембра 2021. на ТСЦ арени, Рајковић је био стрелац победоносног гола којим је савладана новосадска Војводина (1:0). Наступио је на укупно пет утакмица за ТСЦ током првог дела такмичарске 2021/22. у Суперлиги Србије, након чега је у зимском прелазном року прешао у мађарског прволигаша МТК.

## Репрезентација
Већ као 16-годишњак постаје регуларан члан младе репрезентације Србије. Наступао је на Европском првенству за младе 2007. и на Олимпијским играма 2008. у Пекингу. На утакмици последњег кола групне фазе против Аргентине у оквиру Олимпијског турнира, Рајковић је пљунуо судију после чега је суспендован на годину дана из свих клупских и репрезентативних такмичења, али је после жалбе Фудбалског савеза Србије та казна важила само за репрезентативне мечеве. За сениорску репрезентацију Србије дебитовао је 2008. на утакмици против Републике Ирске.

## Трофеји
ПСВ Ајндховен
- Ередивизија (1) : 2007/08.

Твенте
- Ередивизија (1) : 2009/10.